# Cerylon conditum
Cerylon conditum là một loài bọ cánh cứng trong họ Cerylonidae. Loài này được Lawrence & Stephan miêu tả khoa học năm 1975.